# Frederic I al Danemarcei
Frederic I (n. 7 octombrie 1471, Haderslev, regiunea Syddanmark, Danemarca – d. 10 aprilie 1533, Schleswig, Schleswig-Holstein, Germania) a fost conducătorul Regatului Danemarcei, al Norvegiei și temporar al celui suedez. În funcție de originea documentelor, ortografia  numelui său respectă specificul limbii țărilor respective, adică Frederich, Frederik, respectiv Fredrik.

## Primii ani
Frederic a fost fiul primului rege Oldenburg Christian I al Danemarcei, Norvegiei și Suediei (1426–81) și a Dorothea de Brandenburg (1430–95). Minorul Frederic a fost ales co-Duce de Schleswig și Holstein în 1482, imediat după moartea tatălui său. Celălalt co-duce era fratele său mai mare cu zece ani, regele Ioan al Danemarcei. La majoratul lui Frederic, în 1490, ambele ducate au fost împărțite între cei doi frați.
În 1500 el și-a convins fratele să cucerească Dithmarschen, și o armată mare a fost chemată, nu numai din cele două ducate, dar și din Uniunea Kalmar pentru care fratele său a fost rege pentru scurt timp. De asemenea, au luat parte numeroși mercenari germani. Expediția a eșuat lamentabil, însă, în Bătălia de la Hemmingstedt, unde o treime din toți cavalerii din Schleswig și Holstein și-au pierdut viața.

## Domnia
Un grup de nobili i-au oferit tronul lui Frederick cel Tânăr în 1513, după moartea Ducelui Johannis, dar refuză știind că majoritate curții nu îi este loială, și l-au încoronat în schimb pe Kristianssen I.
În 1523 Kristianssen I, fiul său, numit Rege peste regatul Danemarca, Norvegia și cel suedez sub împrejurarea unei curți neloiale a fost silit să abdice, motiv pentru regele 'Frederic I' ca să ia pentru sine tronul. După numirea sa ca rege, tronul s-a mutat în cetatea Gottorf, actualul oraș Schleswig din landul Schleswig-Holstein (din Germania).
După înlăturarea în siguranță a fiului său cu un an în urmă, Frederic I se confruntă în 1524 cu o serie de revolte ale țărănimii în regiunile Jutlandul de Sud și landul Skana (din Suedia) care voia reîntoarcerea lui Kristianssen I pe tron. Intrigile mereu crescânde îl forțează pe Severin Norby (n. 147_ - d. 1530), duce de Von Gotland să invadeze regiunea Blekinge într-o încercare de a se schimba ordinea de la cetatea de Scaun din ținutul Gottorf. Adunând țăranii din regiunea guvernată, el a atacat castelul Karnan din Helsingborg. Armata lui Frederik concentrată în ținutul Scania respinge cu eficiență gloata de 8000 de țărani adusă de Soren, iar generalul Johannis Rantau îl învinge la bătălia dela Lund din aprilie 1525. În urma bătăliei, răsculații au dat bir cu fugiții; au pierit însă și nevinovații care s-au găsit în calea lor. Metoda aceasta de a presăra moarte în cale și de a folosi scutul uman a fost practicată și în Europa de Est și Asia de către Imperiul Otoman, procedeu ce ni-l descrie și Mihai Eminescu .
Se știe că Frederic, deși nu scrie daneza, acesta a încurajat publicarea primei Biblii în limba daneză, lucru făcut pentru a împăca taberele religioase ale ordinului luteran și ordinului catolic și a putea să îi controleze printr-o singură biserică (1525).
Începând cu 1427 Frederic autorizează închiderea unor biserici franciscane și moare la 10 aprilie 1533, trupul fiindu-i înhumat la catedrala din Schleswig.